# کلیدهای پادشاهی (فیلم)
کلیدهای پادشاهی (انگلیسی: The Keys of the Kingdom) فیلمی در ژانر درام به کارگردانی جان ام. استال است که در سال ۱۹۴۴ منتشر شد.

## بازیگران
- گریگوری پک
- توماس میچل
- وینسنت پرایس
- جیمز گلیسون
- ان رویر
- ادموند گون
- فیلیپ آن
- سدریک هاردویک
- سارا آلگود
- آرتور شیلدز
- ایدیت برت
- پگی ان گارنر
- روت فورد